# Celler de la Cooperativa Agrícola d'Alió
El Celler de la Cooperativa Agrícola d'Alió és un monument protegit com a bé cultural d'interès local del municipi d'Alió (Alt Camp).

## Descripció
L'edifici té planta rectangular. La coberta, a dues vessants, està sostinguda per encavallades. La façana té la porta d'arc de mig punt, de maó, emmarcat per successius arcs concèntrics, i amb una decoració de rajola on figura el nom de Sindicat Agrícola.Damunt de la porta hi ha una finestra de tres obertures, i a la part superior un escut de Catalunya presideix el conjunt.L'obra és de maó, amb sòcol de paredat. El 1911 Claudi Duran Ventosa va fer una ampliació del celler.

## Història
La Cooperativa Agrícola d'Alió es va fundar com a societat l'any 1909. L'edifici del celler fou construït dos anys després, el 1911 i fou ampliat el 1917 per l'arquitecte Cèsar Martinell, en un moment d'expansió del cooperativisme propi de la política de la Mancomunitat de Catalunya. En l'actualitat manté la funció per a la qual fou construïda.